# Noord-Oostzeekanaal
Het Noord-Oostzeekanaal of Kielerkanaal (Duits: Nord-Ostsee-Kanal, afgekort: NOK) vormt de verbinding tussen de Noordzee en de Oostzee. Het behoort tot de drukst bevaren kanalen in de wereld (30.000 schepen in 2018). Door de economische groei van de Baltische landen en Rusland groeide de scheepvaartlading in dit kanaal van 48 miljoen ton in 1996 naar 104 miljoen ton in 2012.

## Ligging
Het kanaal doorsnijdt de Duitse deelstaat Sleeswijk-Holstein met als eindpunten Brunsbüttel aan de Elbemonding en het noordoostelijker gelegen Kiel, een afstand van 96,8 kilometer. Schepen die varen van de Oostzee naar de Noordzee, of omgekeerd, hoeven nu de reis niet om Denemarken te maken. Een schip dat vaart tussen de haven van Rotterdam naar het Poolse Stettin kan zo de reis met iets meer dan 325 kilometer bekorten.
De bodem van het kanaal ligt op 11 meter diep. Het is zo'n 162 meter breed gemeten aan de oppervlakte al zijn er smallere delen met een breedte van 102 meter. De bodembreedte is 90 meter, maar ook hier zijn enkele trajecten smaller, met een breedte van 44 meter. Het kanaal is afgesloten met sluizen, de oude sluizen, gebouwd van 1887 tot 1895, zijn 125 meter lang en 22 meter breed en het duurt circa 30 minuten om deze te passeren.
Tussen 1911 en 1914 zijn nieuwe en grotere sluizen aangelegd. De nieuwe sluizen zijn 310 meter lang en 42 meter breed. De passeertijd bedraagt ongeveer 45 minuten. Van de nieuwe sluizen ligt de sluisdrempel op 14 meter diep en voor de oude sluizen is dit circa 10 meter. Aan beide uiteinden van het kanaal liggen twee oude en twee nieuwe sluizen.
In 2010 werden plannen bekendgemaakt voor de aanleg van een vijfde schutsluis bij Brunsbüttel. De nieuwe sluis komt te liggen tussen de oude en nieuwe sluizen in. De extra sluis is noodzakelijk om het scheepvaartverkeer snel te verwerken en ook om grotere schepen toegang tot het kanaal te verschaffen. De nieuwe sluis wordt met 330 meter zo'n 20 meter langer. De breedte en sluisdrempel blijven onveranderd op 42 en 14 meter respectievelijk. De aanleg zal circa zes jaar duren en als de bouw volgens plan verloopt komt deze eind 2026 in gebruik.

## Geschiedenis
De eerste plannen voor een kanaal tussen beide zeeën stammen al uit de 16e eeuw. In 1784 werd het Eider kanaal geopend, geschikt voor schepen tot circa 300 ton. Het was slechts 29 meter breed en tot drie meter diep. Het werd al snel te klein.
Sinds 1867 was Sleeswijk-Holstein een Pruisische provincie. Kanselier en minister-president Otto von Bismarck was een voorstander van een groter kanaal, maar slaagde niet zijn plannen hiervoor ten uitvoer te brengen. In 1878 wist Herman Dahlström, een reder en zakenman uit Hamburg, de regering te interesseren voor een kanaal voor zakelijk maar ook militair gebruik. In 1886 werd het besluit tot de aanleg genomen; een jaar later startte de bouw en het kanaal werd op 21 juni 1895 door de Duitse keizer Wilhelm II in gebruik genomen.
Het kanaal is nog enkele keren verbreed, waaronder tussen 1910 en 1914. De belangrijkste reden hiervoor was een militaire. Het Duitse Rijk wilde het Britse Rijk evenaren als maritieme grootmacht, waardoor een maritieme wapenwedloop was ontstaan tussen de Royal Navy en de Kaiserliche Marine. Om het Verenigd Koninkrijk te achterhalen moest Duitsland net zulke grote oorlogsschepen (de zogenaamde Dreadnoughts) gaan bouwen. Deze pasten echter niet door het Kielerkanaal, waardoor ze of zouden moeten gaan omvaren om Denemarken heen, of het kanaal verbreed moest worden. Er werd gekozen voor dat laatste. De verbreding kwam vlak voor het begin van de Eerste Wereldoorlog gereed. Tot 1948 droeg het kanaal de naam van Wilhelms grootvader Wilhelm I (Kaiser-Wilhelm-Kanal). In het internationale scheepvaartverkeer wordt de Engelse naam Kiel Canal gebruikt.
Een markant punt aan het kanaal is de hoge Rendsburger Hochbrücke bij Rendsburg met het daaraan hangende zweefveer.

## Verkeersstatistieken
In de onderstaande figuur een overzicht van het verkeer door het kanaal. In de jaren 2007 en 2008 was er sprake van een piek in het verkeer; nadien zijn de vervoersstromen gedaald mede door de aanhoudende lage economische groei in Europa.
| Jaar | Aantal schepen | Vervoerde lading (ton) | Bruto tonnage (ton) |
| ---- | -------------- | ---------------------- | ------------------- |
| 1996 | 37 055         | 47,9 miljoen           | 68,5 miljoen        |
| 2000 | 38 377         | 57,9 miljoen           | 95,1 miljoen        |
| 2005 | 42 552         | 88,2 miljoen           | 138,7 miljoen       |
| 2006 | 41 472         | 95,8 miljoen           | 149,8 miljoen       |
| 2007 | 43 231         | 99,6 miljoen           | 168,2 miljoen       |
| 2008 | 42 811         | 105,9 miljoen          | 175,2 miljoen       |
| 2009 | 30 314         | 70,5 miljoen           | 115,9 miljoen       |
| 2010 | 31 933         | 83,8 miljoen           | 133,0 miljoen       |
| 2011 | 33 522         | 98,0 miljoen           | 154,5 miljoen       |
| 2012 | 34 879         | 104,0 miljoen          | 166,1 miljoen       |
| 2013 | 30 948         | 94,6 miljoen           | 149,6 miljoen       |
| 2014 | 32 589         | 99,1 miljoen           | 155,5 miljoen       |
| 2015 | 32 091         | 90,6 miljoen           | 143,0 miljoen       |
| 2016 | 29 284         | 83,7 miljoen           | 128,5 miljoen       |
| 2017 | 30 269         | 86,6 miljoen           |                     |
| 2018 | 30 009         |                        |                     |